# Pedro Yáñez Jiménez
Pedro Yáñez Jiménez (Madrid, 1903-Madrid, 1954) fue un político y sindicalista español.

## Biografía
Nacido en Madrid en 1903, de profesión fue actor de teatro y especialista en doblajes. Llegó a afiliarse Agrupación de Actores de la UGT y, posteriormente, también al PSOE. Llegó a trabajar como doblador para la empresa Fono España, en Madrid. Tras el estallido de la Guerra civil se unió a las milicias republicanas. Posteriormente pasó a formar parte del comisariado político del Ejército Popular de la República, llegando a ser comisario de las brigadas mixtas 22.ª y 113.ª, así como de la 36.ª División.
Tras el final de la contienda fue hecho prisionero por las fuerzas franquistas. Juzgado, fue condenado a 30 años de prisión, pasando por las prisiones de Manzanares, Aranjuez y Porlier. No obstante, en 1943 logró salir de la cárcel en régimen de libertad vigilada. Logró recuperar su antiguo trabajo de doblador en Fono España. También contribuyó a reorganizar desde la clandestinidad el Sindicato de Espectáculos Públicos de la UGT. Sería detenido en 1947 durante una redada policial contra la dirección del PSOE clandestino, siendo juzgado en consejo de guerra y condenado a tres años de prisión. Saldría en libertad condicional a finales de 1949. Falleció en Madrid en 1954.